# Kenneth Hare
Fredrick Kenneth Hare (Wiltshire, 5 de fevereiro de 1919 — 3 de setembro de 2002) foi um geógrafo e meteorologista anglo-canadense.